# Pfaffenweiler
Pfaffenweiler è un comune tedesco di 2 601 abitanti, situato nel land del Baden-Württemberg.